# 헌티드 하우스 (2013년 영화)
《헌티드 하우스》(영어: A Haunted House)는 2013년 공개된 미국의 코미디 영화이다.

## 출연

### 주연
- 말론 웨이언스
- 닉 스워드슨
- 세드릭 더 엔터테이너

### 조연
- 데이비드 코에너
- 에센스 앳킨스
- 데이브 셔리단
- 리아나 멘도자
- 제이미 노엘